# Cráter El Elegante
El Elegante es un cráter volcánico tipo maar situado en la Sierra del Pinacate, en la zona del Gran desierto de Altar, en el Desierto de Sonora, México. El volcán es el más grande de una extensa cadena de conos y cráteres volcánicos, con 250 metros de profundidad y 1 500 metros de diámetro.

## Formación
El cráter se formó hace aproximadamente 32 000 años, debido a una explosión volcánica freatomagmática en el subsuelo, ya que El Elegante contenía un lago durante el periodo pluvial precedente al último periodo antitérmico. El agua subterránea entró en contacto con lava caliente y magma, generando vapor a alta presión que estalló buscando salida, proyectando gran cantidad de rocas, ceniza y material magmático en la zona circundante, formando así las paredes altas y un gran hueco en el suelo. El material expulsado fue también esparcido ampliamente sobre lo que ahora es el piso actual del desierto, a aproximadamente 30 kilómetros a la redonda Después de su erupción, el cono volcánico se derrumbó de nuevo, lo que llevó a la formación de un cráter. Los signos de este colapso se pueden ver alrededor del borde del cráter, donde se intensifican las capas de roca.

## Reserva de la biosfera
El cráter se encuentra en una zona importante y de reserva natural llamada Reserva de la biosfera El Pinacate y Gran Desierto de Altar que fue decretada en 2012 Patrimonio de la Humanidad por la UNESCO, lugar que funciona como parque natural, y éste volcán es el atractivo de dicha reserva más visitado por turistas.